# Bearing Witness (film, 2023)
Pour les articles homonymes, voir Bearing Witness.
Pour plus de détails, voir Fiche technique et Distribution.
Bearing Witness to the October 7th Massacre est une compilation, réalisée par l'unité du porte-parole de Tsahal (en), de séquences brutes de l'attaque du Hamas contre Israël du 7 octobre 2023. Le film comprend principalement des séquences filmées par des caméras corporelles portées par des militants du Hamas lors de l'attaque et il contient des scènes d'une extrême violence enregistrées pendant et après l'incursion. Son contenu, qui a fait l'objet de multiples désinformations, a été décrit dans un détail minuté par Libération.
Les responsables israéliens organisent des projections du film pour des journalistes nationaux et internationaux, des diplomates étrangers et des cadres d'Hollywood afin d'obtenir leur soutien,. Le film suscite la controverse, certains critiquant les projets de diffusion publique des séquences, craignant qu'elles ne soient psychologiquement néfastes.